# Paulo Roberto Correia
Paulo Roberto Correia, född 14 februari 1960, är en friidrottare från Brasilien. Han deltog vid olympiska sommarspelen 1980.